# Pico Wheeler
El pico Wheeler (en inglés: Wheeler Peak'), es una montaña cuya cima es el punto más alto de Nuevo México (Estados Unidos). La cima tiene una altitud de 4011 m. Geográficamente es uno de los puntos más altos de la Sierra de la Sangre de Cristo.
Se encuentra al noreste de Taos, en la parte norte del estado, 3 km al sur de la estación de esquí llamada Taos Ski Valley. Antes se llamaba Pico Taos, pero se llama Wheeler Peak desde 1950. Una placa en la parte superior de la montaña indica:

Nombrado en honor del Mayor George Wheeler Montague (1842-1905) que durante diez años dirigió un grupo de topógrafos y naturalistas que recogieron geológicos, biológicos, planimétrica y topográfica de Nuevo México y otros seis estados del suroeste.

## Referencias

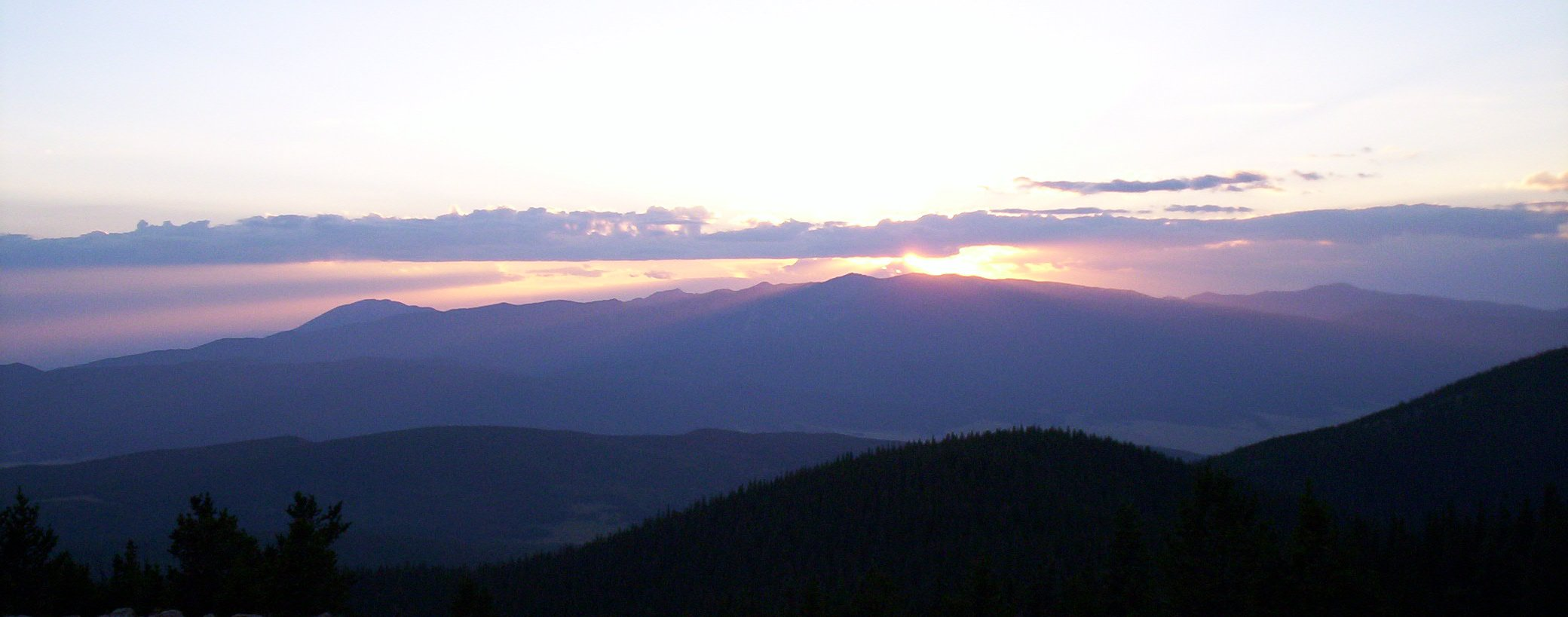
Pico Wheeler al atardecer.